# Schema.org
Schema.org is gezamenlijk initiatief van drie grote zoekmachines: Bing, Google en Yahoo met als doel om een gedeeld schema op te stellen om data te structureren.
Dit initiatief is op 2 juni 2011 gestart en vanaf november 2011 kwam daar Yandex Search nog bij, naast W3C die dit initiatief actief ondersteunt.
Met dit schema kan HTML code van bekende tags worden voorzien, zodat het voor zoekmachines eenvoudiger wordt deze aan internet gerelateerde code te doorzoeken.
Een groot deel van de structuur van schema.org is overgenomen uit andere formaten zoals microformats, FOAF en OpenCyc. Als websites tags van Schema.org toepassen in de HTML code kunnen zoekmachines deze websites eenvoudiger daarop doorzoeken.
De website Schema.org is een soort woordenboek voor gestructureerde data. Van allerlei dingen, boeken, films, recepten, personen, organisaties, relaties en activiteiten is op deze website beschreven wat de mogelijkheden zijn om deze informatie vast te leggen. Op de website van Schema.org staan alle voorkomende schema’s